# ورانوویتس-کلتشیتسه
ورانوویتس-کلتشیتسه (به چکی: Vranovice-Kelčice) یک منطقهٔ مسکونی در جمهوری چک است که در شهرستان پروستییوف واقع شده‌است.
 ورانوویتس-کلتشیتسه ۷٫۸۷ کیلومتر مربع مساحت و ۶۰۰ نفر جمعیت دارد و ۲۳۳ متر بالاتر از سطح دریا واقع شده‌است.